# Monetazione italiana antica
La monetazione italiana antica denota le monete coniate dai popoli italici pre-romani.
Nella numismatica, sono tradizionalmente divise seguendo grosso modo le successive regioni dell'Italia augustea. In ogni regio le zecche seguono in ordine alfabetico.

## Denominazioni
Per tradizione i nomi delle comunità sono in genere in Latino.
- Etruria: Populonia, Volsinii, Cosa
- Umbria: Ariminum (Rimini), Iguvium (Gubbio), e Tuder (Todi)
- Picenum: Ancona, Asculum (Ascoli Piceno), Firmum (Fermo), Hatria (Atri)
- Vestini: Vestini
- Latium: Roma, Alba Fucens, Aquinum, Cora, Norba, Signia
- Samnium: Samnites, Aesernia, Aquilonia, Beneventum, Telesia
- Frentani: Larinum
- Campania: Cales, Capua, Cumae, Hyria, Neapolis, Nola, Nuceria Alfaterna, Phistelia, Suessa, Teanum Sidicinum
- Apulia: Arpi, Ausculum, Butuntum, Canusium, Hyria, Hyrium, Teate (Apulia), Venusia
- Calabria[1]: Rudiae, Lupiae, Brundisium, Graxa, Tarentum
- Lucania: Lucani, Siris, Heraclea, Laos, Metapontum, Poseidonia (poi Paestum), Sybaris, Thurium (poi Copiae), Velia
- Bruttium: Brettii, Caulonia, Croton, Locri Epizephyrii, Pandosia, Petelia, Rhegium, Terina, Ursentum.

Inoltre sono considerate anche i seguenti gruppi di monete:
- Aes grave
- Monetazione della guerra sociale, emesse dai popoli italici quando mossero guerra a Roma.

In questa divisione tradizionale sono presenti sia polis greche che molte popolazioni non greche.

## Galleria d'immagini
Campania

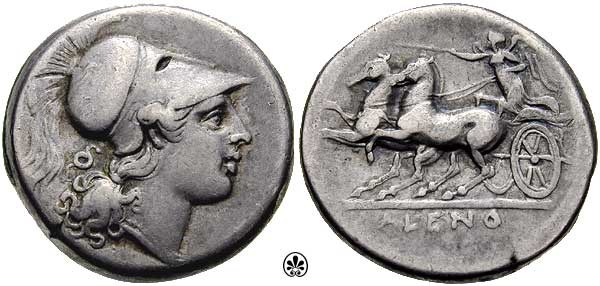
Campania, Cales. ca. 280-268 BC. AR Statere
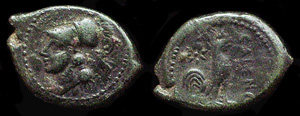
Campania, Cales, dopo il 268 a.C. Æ 19mm
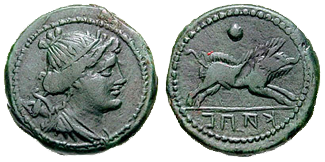
Campania, Capua, 216-211 a.C. Æ Uncia

Apulia

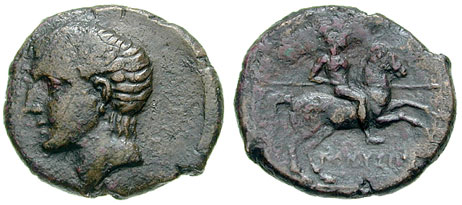
Apulia: Canusium (Canosa di Puglia)
Apulia: Canusium: triens

Calabria

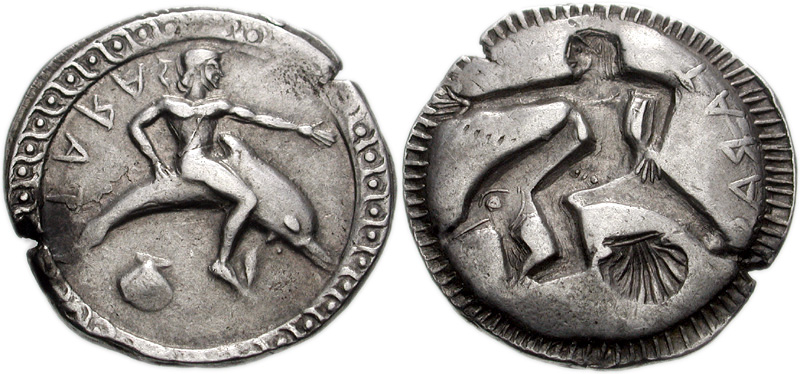
Tarentum: Nomos incuso
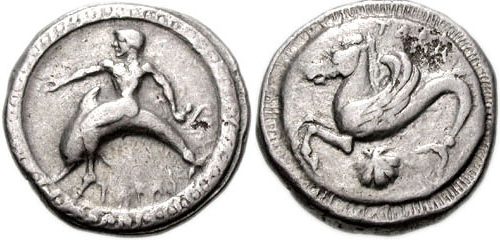
Calabria: Tarentum ca. Circa 500-480 a.C.. AR Statere arcaico: (8.02 g). TAPAΣ, Taras su delfino sx. / TAPAΣ, ippocampo sx., conchiglia sotto.
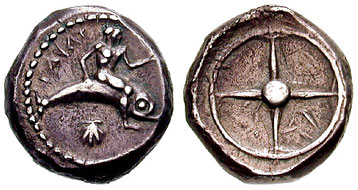
Calabria: Tarentum ca. 480-470 a.C.. AR Statere arcaico: (7.97 g). TAPAΣ, Falanto su delfino dx., conchiglia sotto / Ruota a quattro raggi.
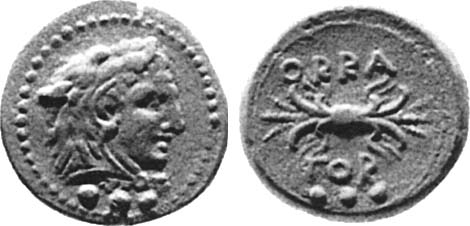
Moneta di Oria in latino Uria oppure Orra, periodo romano, D: testa di Ercole con la pelle leonina sulla testa; R: fulmine con sopra la scritta "Orra" e sotto le lettere Or o TOR; la zecca di Oria aveva molteplici tipologie, qui è riportata quella con la testa di Ercole ma esistevano anche monete con colombe, teste di divinità o altro.
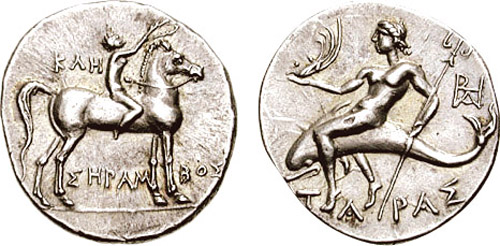
Tarentum: occupazione di Annibale (circa 212-209 a.C.)

Lucania

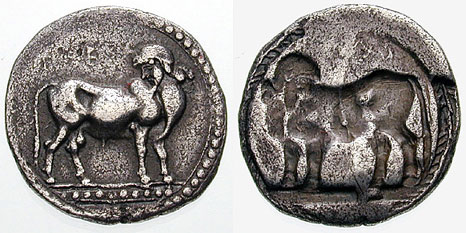
Laos (Lucania): Nomos incuso SNG ANS 132
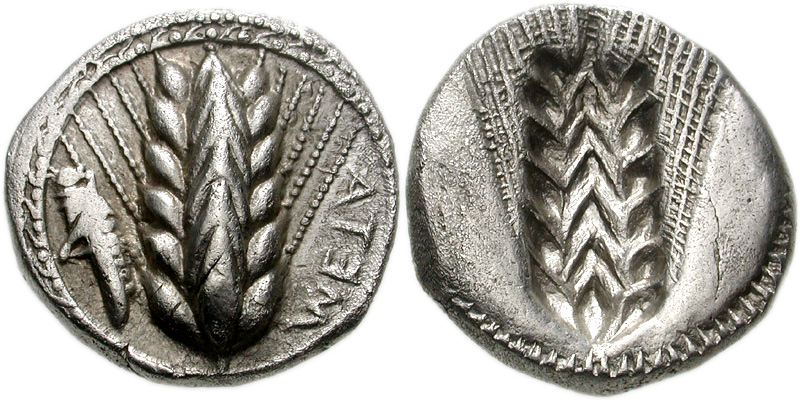
Metapontum: Nomos incuso
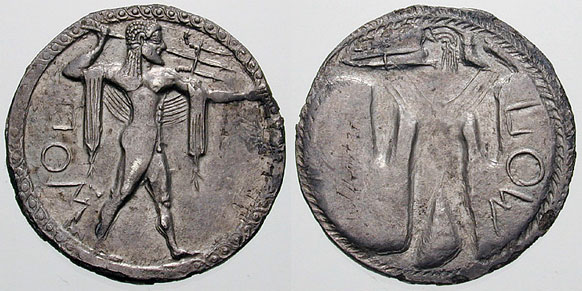
Poseidonia (in seguito Paestum) Statere
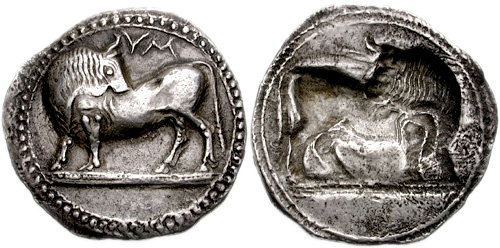
Sybaris: Nomos incuso
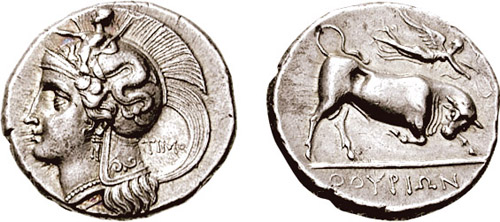
LUCANIA, Thurium. AR Stater. Athena / Toro che carica
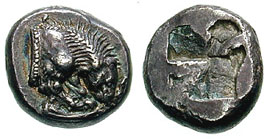
Lucania, Velia. AR. Dracma arcaica. Protome di leone, che mangia / Quadrato incuso.

Bruttium

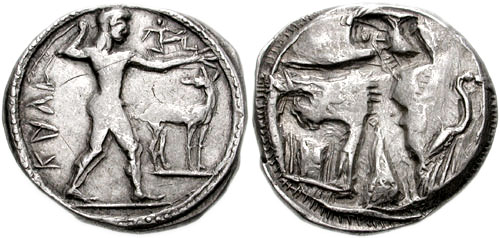
Kaulonia: Nomos incuso
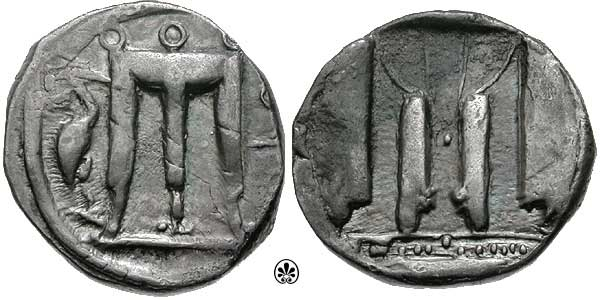
Kroton: Nomos incuso
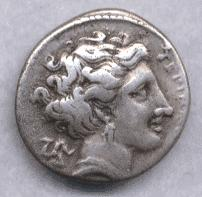
Bruttium: Terina. Terzo di Statere, AG. (2.36 g). ninfa Terina, r.; trischele dietro cfr. SNG Oxford 1639
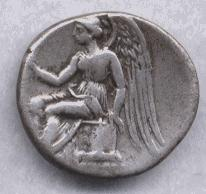
Bruttium: Terina. Terzo di Statere, AG. (2.36 g). R: Nike alata seduta sin., su cippo. cfr. SNG Oxford 1639